# Шварц, Исаак Израилевич
Исаак Израилевич Шварц (партийный псевдоним — Семён; 6 [18] января 1879, Николаев, Николаевское военное губернаторство — 26 октября 1951, Москва) — участник революционного движения в России, советский государственный, партийный, хозяйственный и профсоюзный деятель. Член ЦК ВКП(б) (1924—1934), кандидат в члены ЦК (1934—1939).

## Биография
Сын рабочего. С 1892 работал в литейной мастерской, затем литейщиком на арматурном заводе в Николаеве. Участник социал-демократических кружков в Николаеве и Одессе.
Дважды арестованный и сосланный за революционную деятельность в Якутскую область, Шварц вскоре бежал из ссылки в Швейцарию, пробрался в Женеву. Участник революции 1905—1907 годов, участвовал в восстановлении Екатеринославской (1905) и Уральской (1906) большевистских парторганизаций.
В 1911 году — слушатель партийной школы в Лонжюмо, затем уполномоченный Заграничной организационной комиссии по созыву партийной конференции, член Российской организационной комиссии по подготовке 6-й (Пражской) Всероссийской конференции РСДРП (1912).
Семь раз подвергался арестам и ссылкам в Восточную Сибирь, 6 раз бежал.
После Февральской революции — на партработе на Украине, член бюро обкомов РСДРП(б) Донбасса и Криворожья. В Гражданскую войну один из руководителей партийного подполья и партизанского движения на Украине. В 1918 году — делегат 1-го съезда КП(б) Украины, член ЦК.
С декабря 1918 года по апрель 1919 года — председатель, в апреле-мае 1919 года — заместитель председателя Всеукраинской ЧК, уполномоченный ЦК РКП(б) в Донбассе; один из организаторов красного террора на Украине.
Если для утверждения пролетарской диктатуры во всем мире нам необходимо уничтожить всех слуг царизма и капитала, то мы перед этим не остановимся и с честью выполним задание, возложенное на нас революцией.
С 1921 года — председатель ЦК Союза горнорабочих, одновременно с 1925 года — член Президиума ВЦСПС.
В 1930—1932 годах — председатель Всесоюзного объединения каменноугольной промышленности(«Союзуголь»), в 1932—1938 годах — председатель Всесоюзного государственного треста сланцевой и сапропелевой промышленности («Союзсланец») Наркомтоппрома СССР.
В 1938 году организовал Всесоюзную научно-исследовательскую лабораторию лекарственных веществ, был её первым руководителем.
С 1939 года — одновременно заместитель директора Московского химико-фармацевтического завода.
С 1946 года — персональный пенсионер.
Член партии с 1899 года. Делегат 9 и 11—17 съездов партии. В 1921—1922 и 1923—1924 годах — член ЦКК, в 1923—1924 годах — член Президиума ЦКК. В 1924—1934 годах — член ЦК, в 1934—1939 годах — кандидат в члены ЦК РКП(б)/ВКП(б).

## Награды
- Орден Красной Звезды;
- Орден Трудового Красного Знамени УССР (23.12.1927, № 240);
- Медаль «За оборону Москвы»;
- Медаль «За доблестный труд в Великой Отечественной войне 1941—1945 гг.»;
- Почётный работник ВЧК-ГПУ (V) (1922, № 64).

## Память
В честь И. И. Шварца был назван посёлок Шварцевский.